# Massacre de la carretera de la costa
La Massacre de la carretera costanera de 1978 va ser un atac terrorista palestí en el que un autobús va ser segrestat en l'autopista 2 (coneguda com la carretera costanera) d'Israel, resultant assassinats 38 civils israelians, entre ells 13 nens, i 71 més van resultar ferits. L'atemptat va ser planificat per Abu Jihad i dut a terme per la facció Fatah de l'OAP. La data triada tenia com a objectiu tirar per terra les negociacions de pau entre Menahem Beguín i Ànwar el-Sadat. El pla consistia en atacar un hotel de luxe a Tel-Aviv i prendre com a ostatges a turistes i ambaixadors estrangers, per canviar-los per presoners palestins detinguts a Israel.
No obstant això, a causa d'un error de navegació, els terroristes van acabar a 65 km al nord del seu objectiu, veient-se obligats a buscar un mètode de transport alternatiu fins a la seva destinació.
La revista Time el va descriure com el "pitjor atac terrorista en la història d'Israel". Fatah va anomenar al segrest "Operació del Màrtir Kamal Adwan," en honor del cap d'operacions de l'OAP mort en la incursió israeliana a Beirut a l'abril de 1973. Com a resposta, les forces militars israelianes van llançar tres dies després l'Operació Litani contra les bases de l'OAP en el Líban.

## Segrest i tiroteig

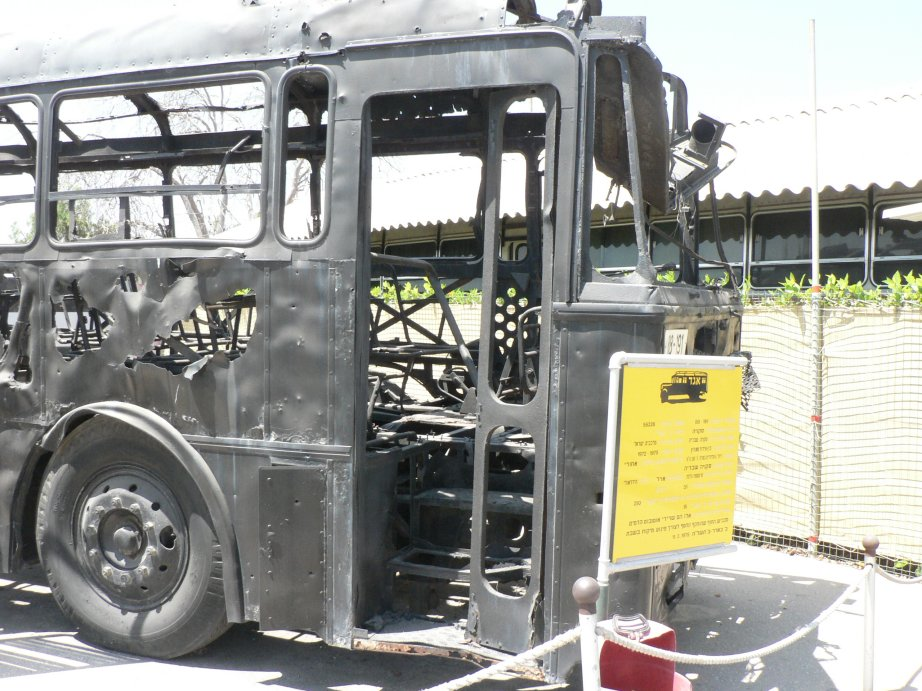
Part frontal de les restes de l'autobús segrestat

Al matí de l'11 de març de 1978 onze terroristes palestins, entre els quals hi havia Dalal Mughrabi van arribar en una llanxa Zodiac a la platja prop de Maagan Michael al nord de Tel-Aviv, després de navegar des del Líban amb un carregament de fusells Kalashnikov, granades autopropulsades, morters lleugers i explosius. A la platja es van trobar amb la fotògrafa americana Gail Rubin, qui es trobava prenent fotografies de la natura i, després d'indicar-los la seva situació, la van assassinar. A continuació van caminar fins a una autopista de quatre carrils on van disparar contra els vehicles que hi circulaven, van segrestar un taxi, i en van assassinar els seus ocupants. Van conduir per l'autopista en direcció a Tel-Aviv, aconseguint segrestar un autobús en el qual anaven d'excursió conductors de la companyia d'autobusos Egged amb els seus familiars.
Durant el trajecte, els terroristes van disparar i van llançar granades contra els altres cotxes, van disparar contra els passatgers i van llançar almenys un cos fos de l'autobús. Posteriorment van requisar un altre autobús i van obligar els passatgers del primer a entrar en el segon. L'autobús va ser finalment detingut per la policia que havia bloquejat l'autopista prop de Herzliya, després de la qual cosa va començar un llarg tiroteig. Els passatgers que van intentar escapar van ser assassinats. L'autobús va esclatar i va començar a cremar-se, bé a causa d'una granada o per l'explosió del tanc de combustible. En l'atac van morir 38 civils, entre ells tretze nens, i 71 més van resultar ferits.
Segons algunes informacions, Ehud Barak, l'ex-Ministre de Defensa d'Israel, va dirigir l'operació militar contra Mughrabi.

## Crítiques sobre l'actuació de les forces de seguretat
Les forces de seguretat israelianes van ser durament criticades a Israel per la manera en què van respondre a l'atac. També van rebre crítiques pel fet que els terroristes fossin capaços d'arribar fins a la platja en plena llum del dia sense ser detectats, i que aconseguissin tendir una emboscada al taxi i als dos autobusos. Així mateix, es va qüestionar que no bloquegessin l'autopista immediatament després de conèixer-se que hi circulava un autobús segrestat ple d'ostatges.

## Resposta

### Govern israelià
En una nota de premsa emesa l'endemà, el primer ministre israelià Menahem Beguín va afirmar: "Van venir aquí a matar jueus. Tenien la intenció de prendre ostatges i van amenaçar, com indicava el pamflet que van deixar, amb matar a tots si no acceptàvem totes les seves exigències... No ho oblidarem. I faig una crida a les altres nacions perquè no oblidin aquesta atrocitat nazi que es va cometre ahir contra el nostre poble."
Parlant davant la Kenésset el 13 de març, Begin va dir: "Els dies en els quals es podia vessar la sang jueva impunement són cosa del passat. Que tothom ho sàpiga: els que vessin sang innocent no quedaran sense el seu càstig. Defensarem als nostres ciutadans, les nostres dones i els nostres nens. Tallarem el braç de la maldat."
El 15 de març, tres dies després de la massacre, Israel va llançar l'Operació Litani contra les bases de l'OAP en el sud del Líban. El portaveu de les Forces Armades d'Israel va dir: "L'objectiu de l'operació no és la represàlia pels assassinats terroristes, ja que no pot haver-hi represàlia per la mort d'innocents, homes, dones i nens; sinó defensar a l'Estat d'Israel i als seus ciutadans de les incursions dels membres de Fatah i de l'OAP, que fan servir el territori libanès per llançar els seus atacs contra els civils israelians."

### Internacional

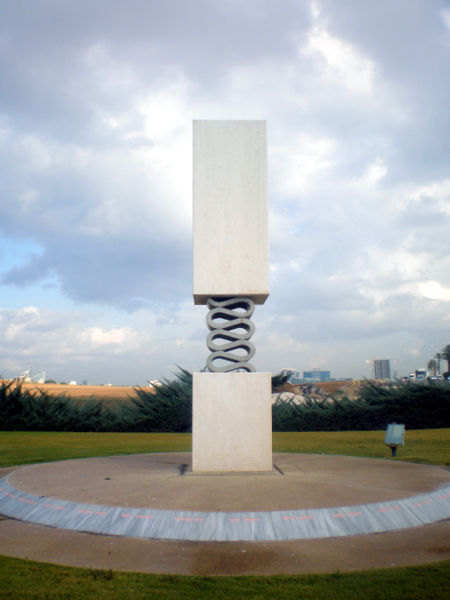
Monument prop de l'encreuament de Glilot en la Carretera costanera

El President dels Estats Units, el Primer Ministre del Regne Unit i el Secretari General de les Nacions Unides van enviar missatges de condolença a Israel.

## Glorificació dels assassins
Palestinian Media Watch, una ONG israeliana que monitoritza les tendències antisemites i el suport al terrorisme en la societat palestina, cita exemples de la premsa palestina en els quals es presenta a Dalal Mughrabi com una heroïna i un model de comportament. Una escola de nenes d'Hebron va rebre el nom de Mughrabi, però aquest nom va ser canviat al cap de poc temps, després de saber-se que l'escola estava finançada per USAID. També es va donar el seu nom a campaments d'estiu i a cursos de la policia i de les forces armades palestines. Al febrer de 2011 Palestinian Media Watch va desvetllar una campanya de propaganda feminista Panarabista descrivint a Mughrabi com un model de dona per al món àrab.
Durant l'intercanvi de presoners entre Israel i Hesbol·là de 2008, Israel va intentar transferir el seu cos a Hesbol·là, però les proves d'ADN van demostrar que no es trobava entre els cossos desenterrats.
Diverses localitats sota control de l'Autoritat palestina han estat nomenades en honor de Mughrabi.

## Víctimes
- Revital (Tali) Aharonovitch (de 14 anys)[18][19]
- Naomi Elichai (18)[18][20]
- Erez Alfred (5)[18][21]
- Yitzhak Alfred (44)[18][22]
- Galit Ankwa (2)[18][23]
- Yitzhak (Yitzik) Ankwa (10)[18][24]
- Haviv Ankwa (38)[25]
- Mathilda (Mathy) Askenazy-Daniel (68)[18][26]
- Yehuda Basterman (32)[18][27]
- Rina Bushkenitch (34)[18][28]
- Dov Bushkenitch (36)[18][29]
- Liat Gal-On (6)[18][30]
- Shim'on Glotman (43)[18][31]
- Amnon Drori (43)[18][32]
- Naama Hadani (5)[18][33]
- Ilan Hohman (3)[18][34]
- Roi Hohman (6)[18][35]
- Rebecca Hohman (28)[18][36]
- Mordechai (Moti) Zit (9)[18][37]
- Josef Kheloani (66)[18][38]
- Malka Leibovitch-Wiess (58)[18][39]
- Tzyona Lozia-Cohen (32)[18][40]
- Abraham Lozia (37)[18][41]
- Otari Mansurov (37)[18][42]
- Yoav (Yoavi) Meshkel (6)[18][43]
- Tuvia Rozner (53)[18][44]
- Gail Rubin (40)[18][45][46]
- Meir Segal (73)[18][47]
- Katy (Rina) Sosensky (49)[18][48]
- Joseph Sosensky (56)[18][49]
- Zvi (Zvika) Eshet (46)[18][50]
- Omry Tel-Orin (14)[18][51]